# Carl Ploug
Carl Ploug, född 29 oktober 1813 i Kolding, död 27 oktober 1894, var en dansk skandinavist  politiker och författare.

## Biografi
Carl Ploug var ursprungligen filolog och historiker. Han var redaktör för Fædrelandet 1841-1881 och medlem av den grundlagsgivande riksförsamlingen 1848-1849, av Folketinget 1854-1858, av Landstinget 1859-90 (som dess vice talman 1884-1890) och av riksrådets landsting 1864-1866. Ploug, som aldrig tog någon ämbetsexamen var under en mansålder genom sina ideal, sina poesi- och talgåvor studenterna favorit bland de intellektuella. Vid de nordiska studentmötena 1843, 1851, 1856 och 1862 var han de danska deltagarnas ordförande och talesman. Som ungdomens mål uppställde han politisk frihet, danskhetens rätt i Slesvig och Nordens enhet. Slesvigfrågan och skandinavismen var för Ploug de viktigaste frågorna. Ursprungligen stod Ploug på den nationalliberalas vänstra flygel och under en lång följd av år samarbetade han med bondevännerna. Senare framträdde han som en motståndare till allmän rösträtt. Som Venstres skarpaste motståndare var han under författningsstriden ledare för Højres Arbejder- og Vælgerforening 1883-1893. Som redaktör för Fædrelandet kämpade han för samma ideal i fruktlösa med obarmhärta ledande artiklar, där han gav den politiska polemiken en kraftfull prosaform.
Som författare är Ploug mest känd som lyriker, bland annat i sonetterna till hustrun Tre Tidsdigte (1866), som hyllare av skandinavismen i Længe var Nordens herlige stamme (1842) och som nationalist i Slaget ved Slesvig (1848). Därutöver märks hans historiska minnesdikter bland annat Dronning Margarethe och berättande dikter. Poul Rytters Viser og Vers utkom i tre samlingar 1847, 1854 och 1862. De utgavs tillsammans i Samlede Digte 1862, följda av Nye Sange og Digte (1869), Nye Digte (1883) och Efterladte Digte (1895).
Carl Ploug hade nära kontakter med August Sohlman i Sverige. Ett telegram från Sohlman den 15 december 1863 väckte stor uppståndelse sedan Ploug publicerat detsamma.
År 1877 blev han filosofie hedersdoktor vid Lunds universitet.
Han tilldelades Litteris et Artibus 1862.
Han var gift med Elise Hage.

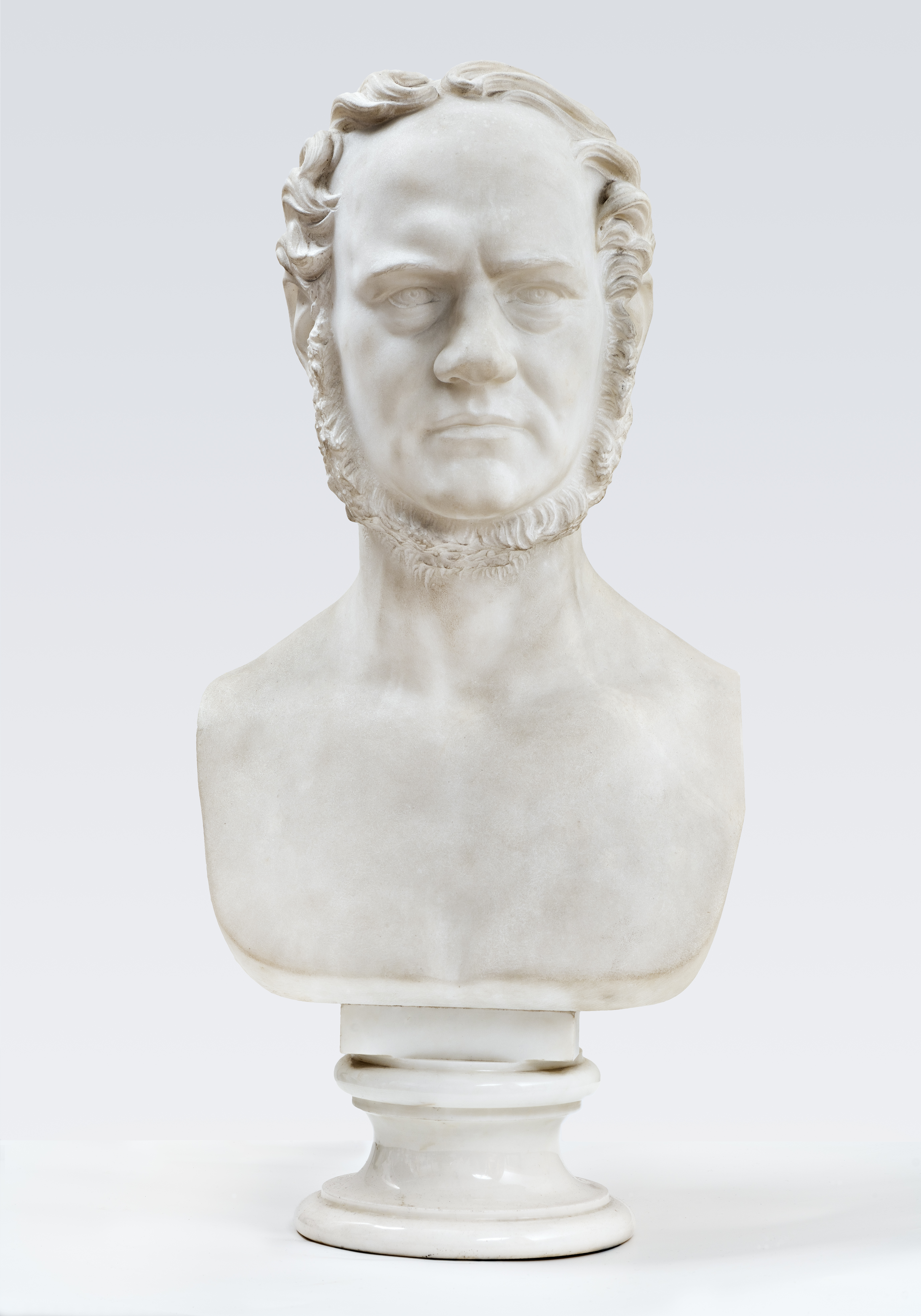
buste af Herman Wilhelm Bissen i Nivaagaards Malerisamling
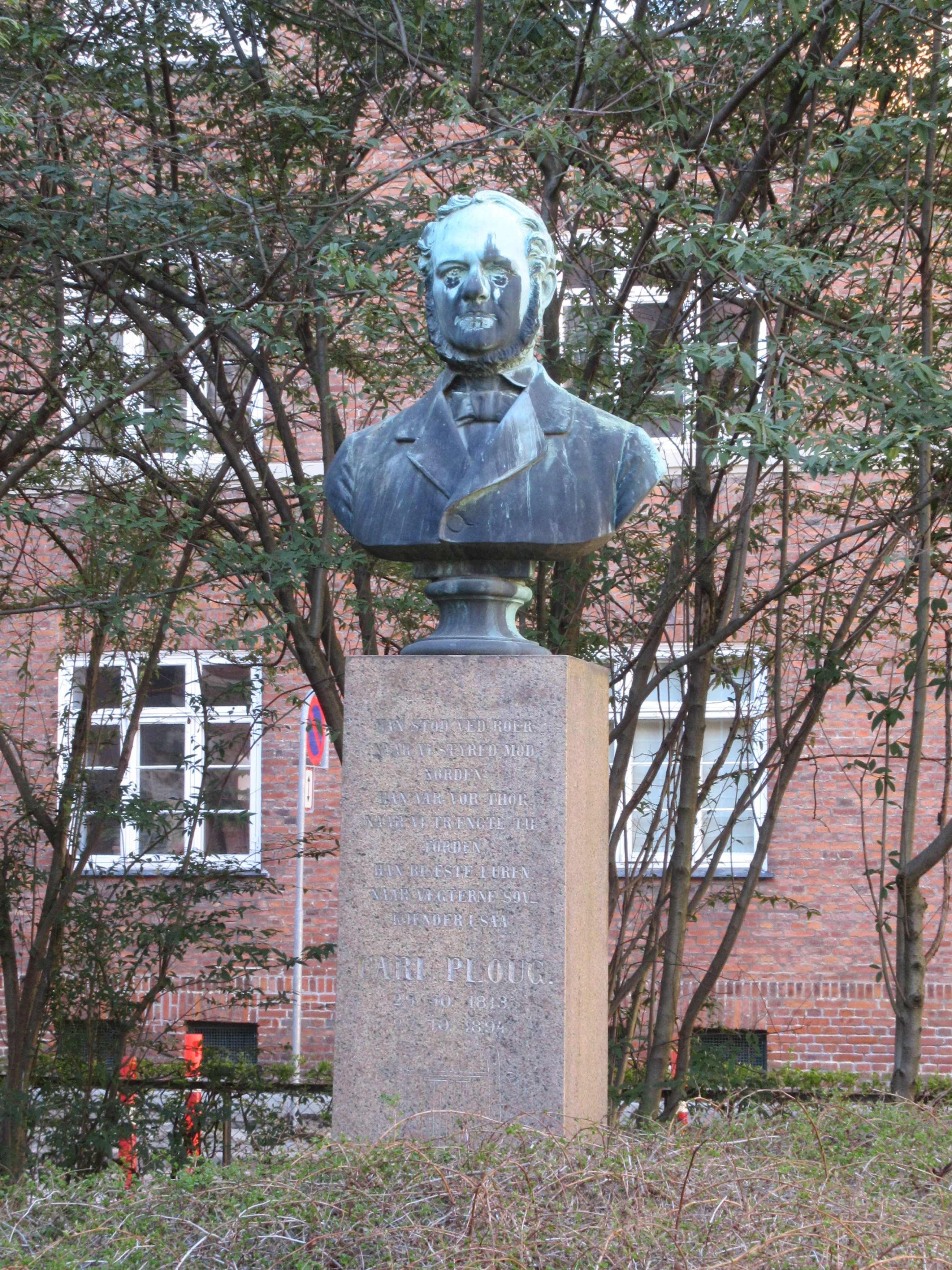
Buste på Danas Plads
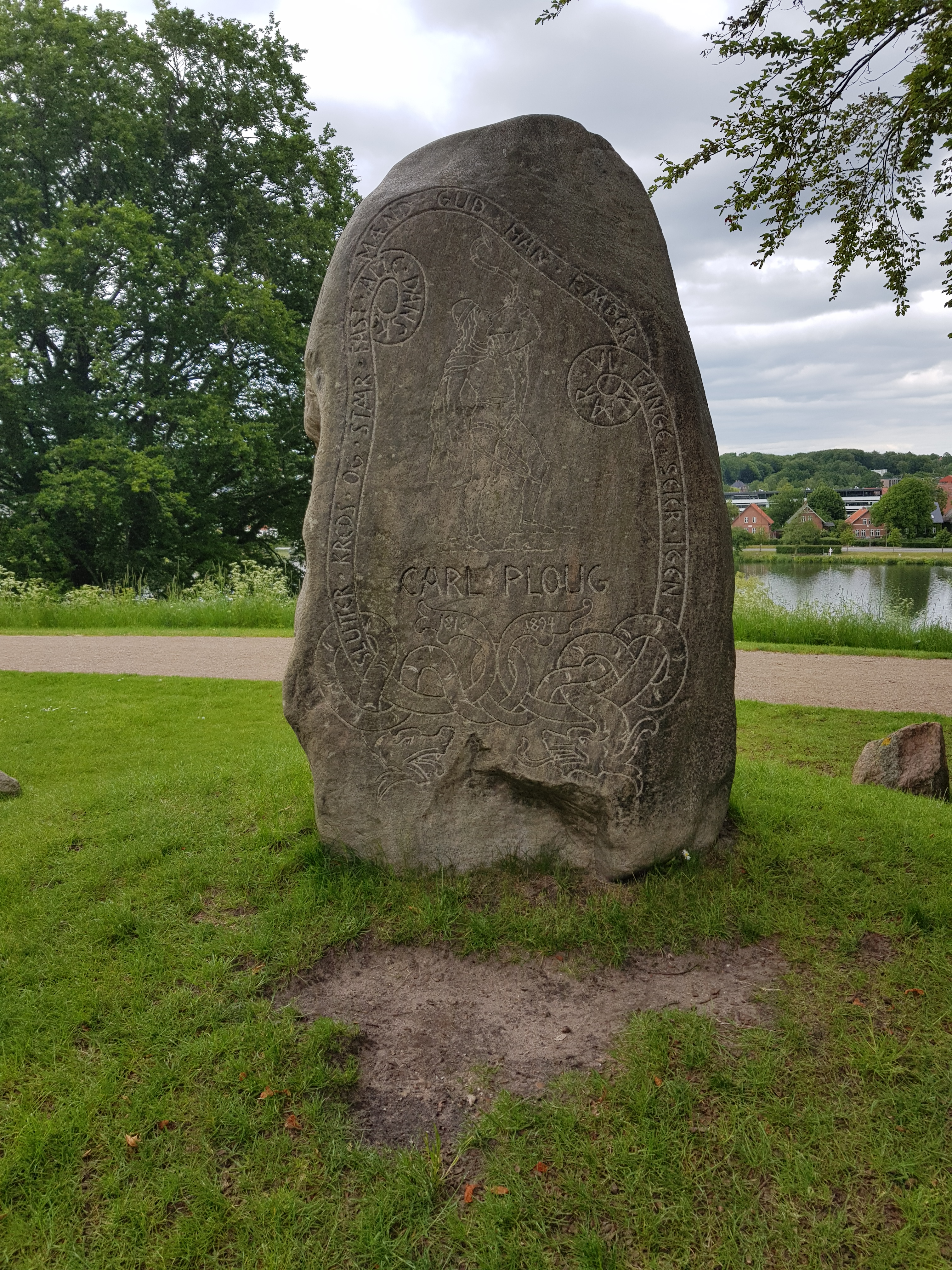
Mindesten ved Koldinghus

## Utmärkelser
- Litteris et Artibus,  1862
- Riddare av Dannebrogorden,  1872[3]
- Dannebrogsmännens hederstecken,  1874[3]
- Kommendör av Dannebrogorden,  1888[2]

[Redigera Wikidata]